# Arri

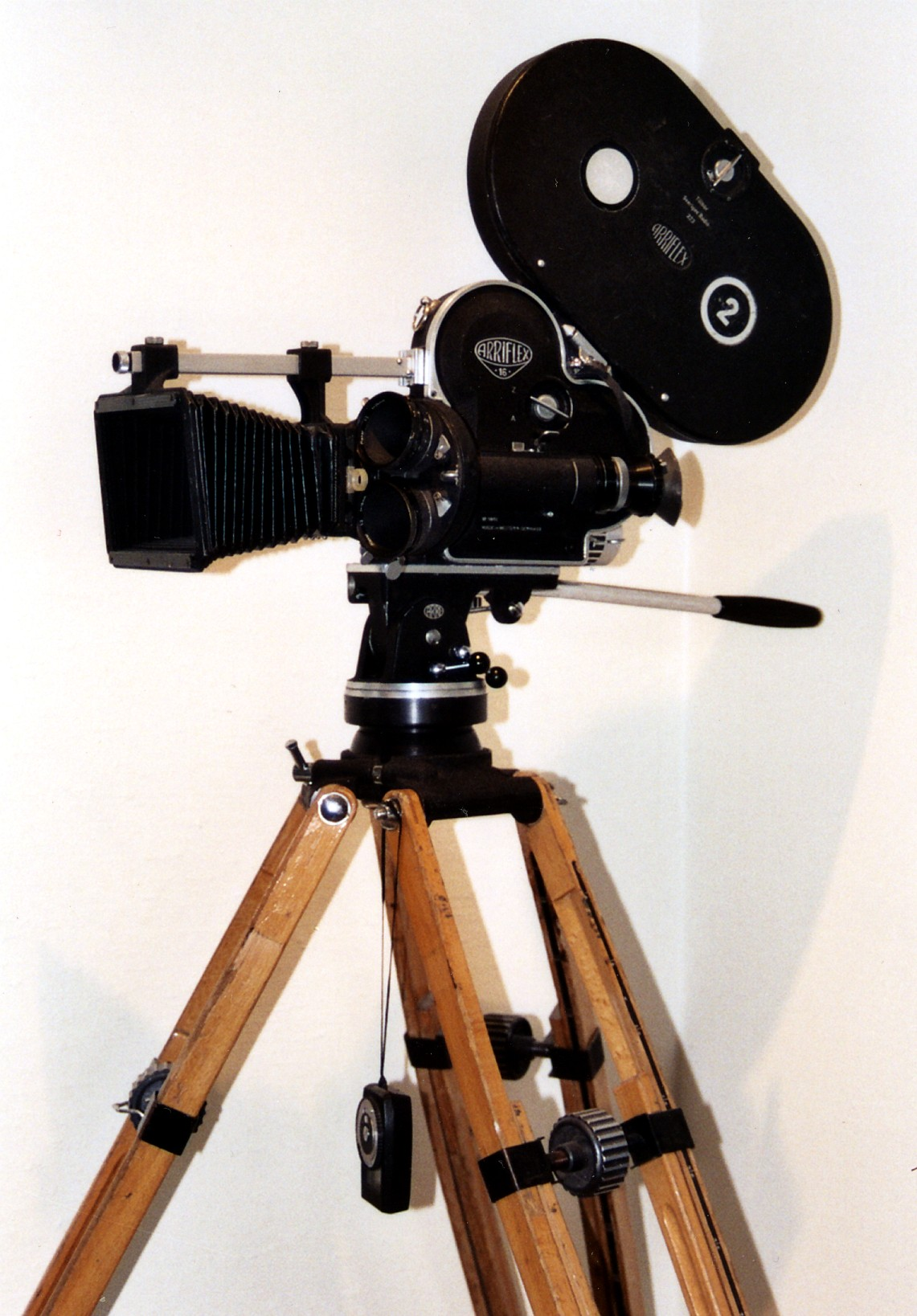
La Arriflex 16ST, una popular cámara de cine que funciona con película de 16 mm.

The Arri Group es una compañía proveedora de equipamiento cinematográfico alemana.

## Historia
Arri fue fundada en Múnich, Alemania, como Arnold & Richter Cine Technik en 1917. Fue bautizada así por los apellidos de sus creadores, August Arnold y Robert Richter, quienes producían equipos, cámaras e iluminación para cine profesional. Hermann Simon mencionó a Arri en su libro Hidden Champions of the 21st Century como un ejemplo de «Campeones ocultos».
En 1924, Arnold y Richter desarrollaron su primera cámara cinematográfica, la pequeña y portátil Kinarri 35. En 1937, Arri introdujo el primer obturador de espejo réflex a su cámara Arriflex 35, una invención de su ingeniero por largo tiempo Erich Kästner. Esta tecnología empleaba un espejo rotatorio que le permitía al camarógrafo tener una vista libre de paralaje mientras un motor hacía funcionar la cámara, al mismo tiempo que podía enfocar la imagen mirando a través de un visor de manera similar a una cámara fotográfica SLR. Esta técnica aún es utilizada en las cámaras cinematográficas. La primera película de Hollywood en ser rodada con una Arriflex fue La senda tenebrosa, dirigida por Delmer Daves en 1947. A lo largo de los años se fabricaron más de 17 000 Arriflex 35.
En 2015, Curt O. Schaller desarrolló el sistema (artemis) Trinity junto con Roman Foltyn, ingeniero con doctorado. Fue el primer sistema de estabilización de cámara del mundo que combinaba un sistema de estabilización mecánico y electrónico.
En abril de 2016, Schaller transfirió toda su cartera de productos Artemis de Sachtler / Vitec Videocom a ARRI, donde se desempeñó como gerente de producto de sistemas de estabilización de cámara, impulsando el desarrollo de los sistemas (artemis) Trinity.
En 2025, Curt O. Schaller recibió el Academy Scientific and Engineering Award por su concepto, diseño y desarrollo del sistema Trinity-2.